# Aillevillers-et-Lyaumont
Aillevillers-et-Lyaumont ist eine französische Gemeinde im Département Haute-Saône in der Bourgogne-Franche-Comté.

## Geografie
Die Gemeinde Aillevillers-et-Lyaumont liegt zwischen Épinal im Norden und Vesoul im Süden an den Flüssen Augronne und  Sémouse, nahe der Grenze zum Département Vosges. Die Gemeinde besteht aus dem Hauptort Aillevillers und dem fünf Kilometer nordwestlich gelegenen Ort Le Lyaumont sowie den Ortsteilen Les Malagrins, La Chaudeau, Le Poiremont, La Branleure, Le Bas-de-la-Côte und Le Thièlou.
Nachbargemeinden von Aillevillers-et-Lyaumont sind Le Clerjus im Norden, Fougerolles-Saint-Valbert mit Fougerolles und La Vaivre im Osten, Corbenay im Süden, Magnoncourt im Südwesten, Fleurey-lès-Saint-Loup, Saint-Loup-sur-Semouse und Bouligney im Westen sowie Fontenoy-le-Château und Trémonzey im Nordwesten.

## Geschichte

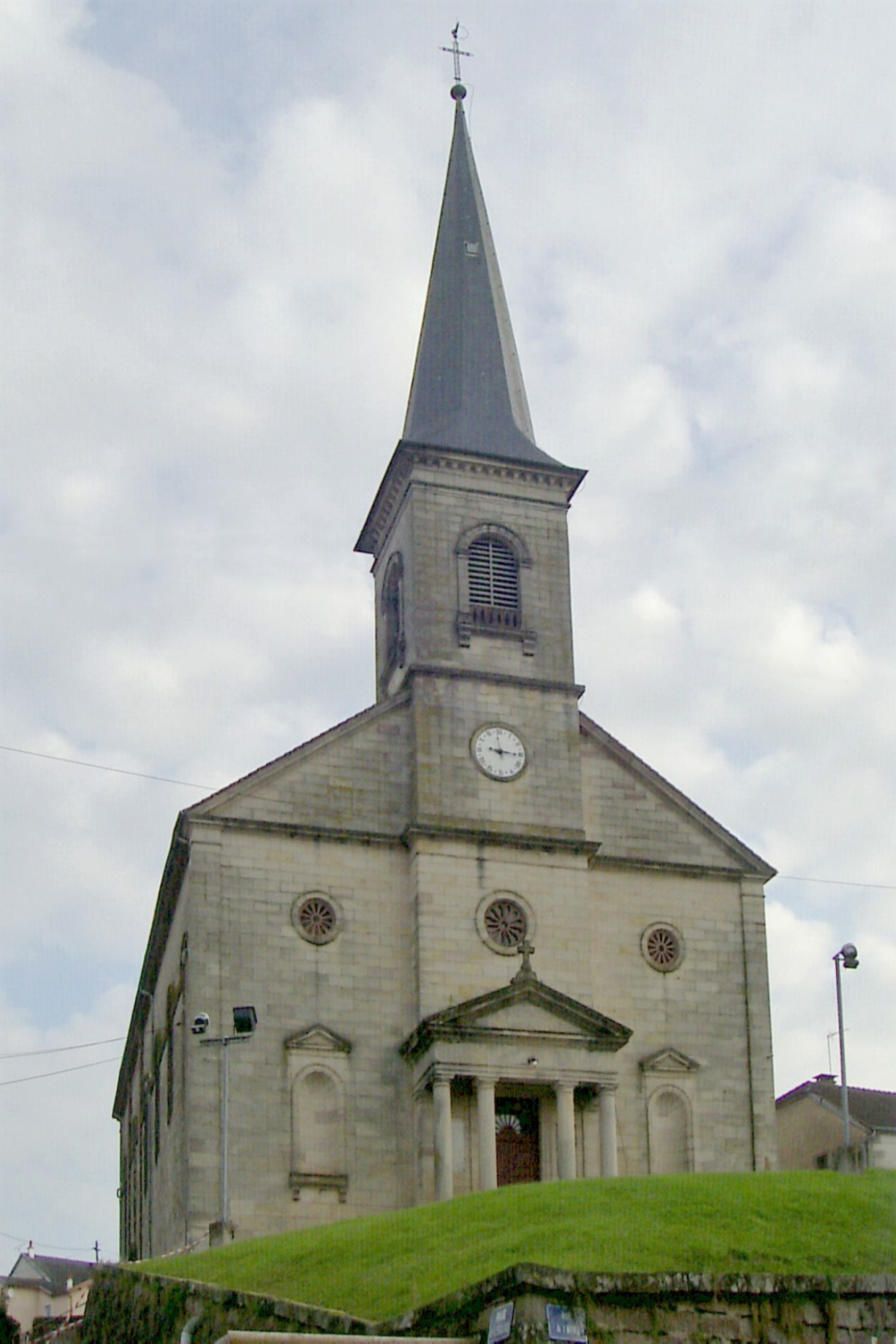
Kirche St. Johannes Enthauptung (Décollation-de-Saint-Jean-Baptiste) in Aillevillers

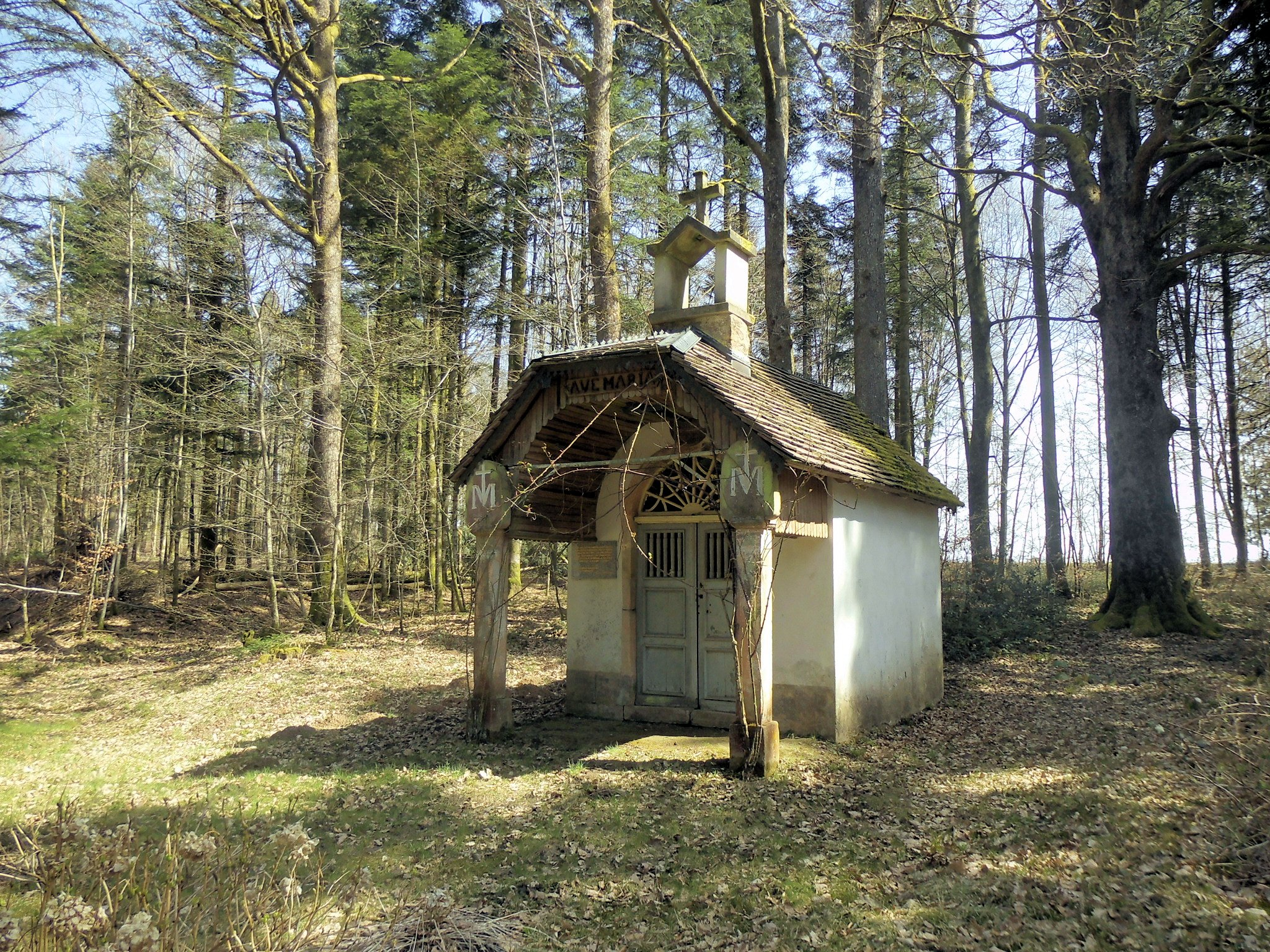
Kapelle Barrault im Wald nordöstlich von Aillevillers

Das erste Mal schriftlich erwähnt wurde der Ort 1327. Im Jahr 1808 wurden die Orte Aillevillers und Lyaumont zu einer Gemeinde vereinigt. Seit 1860 besitzt der Ort seinen Bahnhof.

## Bevölkerung
| Jahr                       | 1962 | 1968 | 1975 | 1982 | 1990 | 1999 | 2006 | 2019 |
| -------------------------- | ---- | ---- | ---- | ---- | ---- | ---- | ---- | ---- |
| Einwohner                  | 1958 | 2058 | 2020 | 1981 | 1883 | 1850 | 1633 | 1490 |
| Quellen: Cassini und INSEE |      |      |      |      |      |      |      |      |

## Gemeindepartnerschaft
Seit Mai 1984 besteht eine Partnerschaft mit der deutschen Gemeinde Schwörstadt am Hochrhein.

## Persönlichkeiten
- Georges Balandier (1920–2016) in Aillevillers-et-Lyaumont geborener Soziologe, Ethnologe und Anthropologe